# 북영주역
북영주역(Bugyeongju station, 北榮州驛)은 경상북도 영주시 휴천3동에 위치한 중앙선과 영동선의 신호소였다.
북영주삼각선을 경유하는 열차의 신호를 제어한다. 문서상으로는 중앙본선과 영동본선 양쪽에 역이 있는 것으로 취급되며, 신호소 건물은 북영주삼각선 내에 위치해 있다.

## 연혁
- 1973년 11월 30일 : 역사 준공
- 1974년 8월 15일 : 신호소로 영업 개시[1]
- 1985년 4월 27일 : 역무원 철수
- 2020년 11월 12일 : 폐역 고시[2]
- 2020년 12월 13일 : 중앙선 복선전철화공사로 선로 이설 및 폐역

## 북영주삼각선
북영주삼각선(北榮州三角線)은 중앙선의 신호소인 북영주역과 중앙본선 및 영동본선을 잇는 삼각선이다. 이 삼각선으로 중앙본선의 단양역 방면에서 온 열차가 영동본선으로 진입하는 경우와, 영동본선의 봉화역 방면에서 온 열차가 중앙본선으로 진입하는 경우에 영주역을 경유하면서 방향 전환을 할 필요가 없어지게 되었다. 영업거리표상 중앙선의 지선으로 되어 있어 중앙선측 북영주역이 상행이다. 그 거리는 0.7km이다.